# Lycodon paucifasciatus
Lycodon paucifasciatus là một loài rắn trong họ Rắn nước. Loài này được Rendahl In Smith mô tả khoa học đầu tiên năm 1943.